# Johann Karl Wilhelm Illiger
Johann Karl Wilhelm Illiger (Braunschweig, 19 november 1775 - Berlijn, 10 mei 1813) was een Duits entomoloog en zoöloog.
Illiger was de zoon van een koopman in Braunschweig. Hij studeerde bij de entomoloog Johann Hellwig en werkte later met de zoölogische collecties van Johann Centurius von Hoffmannsegg. Illiger was hoogleraar en directeur van het Zoölogisch Museum in Berlijn vanaf de oprichting in 1810 tot aan zijn dood.
Illiger was de auteur van het boek Prodromus systematis mammalium et avium (1811), dat een herziening was van het Linneaanse systeem. Het had een grote invloed op de invoering van het concept van de familie in de biologie. Hij gaf ook het Magazin für Insektenkunde uit.

## Werken
- Beschreibung einiger neuer Käfer, in: Schneider's entomologisches Magazin (1794).
- Nachricht von einer in etlichten Gersten- und Haferfeldern um Braunschweig wahrscheinlich durch Insecten verursachten Verheerung, in: Brauschweigisches Magazin 50 (1795).
- Verzeichniß der Käfer Preußens. Entworfen von Johann Gottlieb Kugelann (1798).
- Die Wurmtrocknis des Harzes, in: Braunschweigisches Magazin 49-50 (1798).
- Die Erdmandel, in: Braunschweigisches Magazin 2 (1799).
- Versuch einer systematischen vollständigen Terminologie für das Thierreich und Pflanzenreich (2006).
- Zusätze und Berichte zu Fabricius Systema Eleutheratorus. Magazin für Insektenkunde 1. viii + 492 pp.(1802).
- Über die südamerikanischen Gürtelthiere, in: Wiedemann's Archiv für die Zoologie (1804).
- Die wilden Pferde in Amerika, in: Braunschweigisches Magazin 7 (1805).
- Nachricht von dem Hornvieh in Paraguay in Südamerika, in: Braunschweigisches Magazin 15-16 (1805).
- Nachlese zu den Bemerkungen, Berichtigungen und Zusätzen zu Fabricii Systema Eleutheratorum Mag. für Insektenkunde.  6:296-317 (1807).
- Vorschlag zur Aufnahme im Fabricischen Systeme fehlender Käfergattungen. Mag. für Insektenkunde 6:318-350 (1807).
- Prodromus Systematis Mammalium et Avium (1811).
- Überblick der Säugthiere nach ihrer Vertheilung über die Welttheile. Abh. K. Akad. Wiss. Berlin, 1804-1811: 39-159 (1815).

- Bibsys: 9017432
- Gemeinsame Normdatei: 117129275
- International Standard Name Identifier: 0000 0001 0778 9911
- Library of Congress Control Number: n84068927
- Nationale bibliotheek van Australië: 35904368
- Nederlandse Thesaurus van Auteursnamen: 294953914
- Istituto Centrale per il Catalogo Unico: UFIV083741
- Système universitaire de documentation: 091006066
- Trove: 1139439
- Virtual International Authority File: 27840543
- WorldCat: E39PBJmxYXfqDrpttmGM3dyKh3